# Thyrolambrus efflorescens
Thyrolambrus efflorescens is een krabbensoort uit de familie van de Parthenopidae. De wetenschappelijke naam van de soort is voor het eerst geldig gepubliceerd in 1895 door Alcock.